# バーチャルのじゃロリ狐娘Youtuberおじさん
バーチャルのじゃロリ狐娘YouTuberおじさん（バーチャルのじゃロリきつねむすめユーチューバーおじさん）は、VTuber黎明期に主にYouTube、ニコニコ動画などで活動していた、ねこみみマスター（ねこます）が扮するバーチャルYouTuberである。略称にのじゃおじなどがある。
2019年現在は「ねこます」として個人制作を行っており、2018年12月以降「バーチャルのじゃロリ狐娘YouTuberおじさん」としての活動は辞めてバーチャルYouTuberとしての出演や取材などは断っている。

## 概要
2017年11月9日より、バーチャルYouTuber「バーチャル狐娘Youtuberおじさん」としてデビューした。2017年12月5日ににゃるらによりブログで紹介されたことがきっかけでインターネットで広まった。また、これによりVTuber自体の認知も高まることとなったとされる。キズナアイ、輝夜月、ミライアカリ、電脳少女シロらと並んで「バーチャルYouTuber四天王」とされた。ねこますを除いた4人をバーチャルYouTuber四天王とすることもあったが、「5人で四天王」と呼ぶ向きもあった。ただし、本人は「バーチャルYouTuber四天王」を自称したことはない。バーチャルYouTuberの中には、虚構世界を出自とする作中人物が、その設定に従い活動を行うものもいるが、ねこますは公式に「現実世界に生きている配信者が、単にアバターを身にまとっている」という提示を行っている。Unityを勉強したアウトプットとしてVTuberの動画を投稿していた。この活動が「個人でもツールさえ使うことができればVTuberになれる」ということを多くの人に示し、2018年初頭より「個人勢」VTuberが多数デビューする契機となった。
活動に使用されているモデルは自身が作成したみここで、声優（およびモーションキャプチャー）も自身が行っている。みここの設定身長は137.591 cm（履いている下駄の高さも含む）で、「可愛い見た目」でありながら成人男性の声のまま活動していた。また、投稿した動画の内容もコンビニバイトの世知辛い話や、腋でおにぎりを握るなど、シュールなものばかりであり、広田 (2024) では「ツッコミどころ満載」「ギャップの塊」と表現され、VTuber業界へインパクトを与えたと論じられている。そして、女性の姿から男性の声がしても、「そういうもの」として受容されるコンセンサスが形成されるまでの一端を担ったとも評されている。また、後続のVTuberに「（中身は男性でも）僕もカワイイ美少女やけもみみアバターになれるんだ」と感じさせたと評価されている。
3DCGによるキャラクターアニメーションを動画共有サイトに投稿する事が主な活動だが、この他にもITカンファレンスなどでも活動を行っている。
2018年7月26日の動画では、チャンネル引き継ぎについて語っており、後にチャンネル名も「バーチャル番組連盟」（後にバーチャル番組チャンネルに変更）に変更された（のちに、別の個人チャンネルを開設）。また、今回の様なチャンネルの利用目的変更は過去にも「アニメ娘エイレーン」から「Mirai Akari Project」に引き継いだなどの例がある。以降、いわゆるYouTuber的な活動は抑え、縮小的ながらバーチャルタレントとして活動する（2018年12月以降は「バーチャルYouTuber」としての出演依頼などは断っており、宣言以前の案件は適宜消化している）。
2021年1月3日にチャンネルの再開運営を動画で発表。管理をしていた管理人Aが忙しくなり手をつけられなくなった為、チャンネルの主導権をねこますに戻される形となった（この時にチャンネル名もけもみーおーこく「狐」となる）。今後は気が向き次第更新していくとされ、個人チャンネルとして運営されていた、けもみーおーこく「猫」と、けもみーおーこく「狐」はメインとサブに分けて活用していきたいと話している。

## 出演

### テレビ番組
- VIRTUAL BUZZ TALK!（2018年8月3日[15]・10日[16]、TOKYO MX）

### インターネットテレビ
- けもみみおーこく国営公式生放送（2018年2月11日・3月11日、ニコニコ生放送）
- VRoadCaster（2018年5月13日、第1回放送から正式メンバー[17]として活動）

### ラジオ番組
- 杉田智和のアニゲラ!ディドゥーーン（2018年8月16日・23日、文化放送超!A&G+）

### カンファレンス
- ITカンファレンス「MANABIYA」[12]（2018年3月24日・25日、テクニカルアーティストとして参加）

### イベント
- バーチャルYouTuber人狼（2018年5月5日、ニコニコ生放送）[18]
- eスポーツ大会「RAGE バーチャルYouTuber GRAND PRIX 〜2018 Summer〜」（2018年6月17日）[19]
- AI Party! 〜Birthday with U〜（2018年6月30日）[20]

## 書籍
- バーチャルのじゃロリ狐娘YouTuberおじさん ねこますクロニクル（原案、KADOKAWA、2018年11月21日、ISBN 978-4-04-065320-4）[21]
- バーチャルのじゃロリ狐娘YouTuberおじさん 公式コミックアンソロジー 〜一緒に働くのじゃー!編〜（監修・協力、KADOKAWA、2018年8月9日発売、ISBN 978-4-04-072875-9）[22]

## 楽曲
- バーチャルのじゃロリ狐娘YouTuberおじさんのうた
  - 作詞・作曲：さつき が てんこもり、歌：ねこます
  - ショート版 - 2018年3月25日にYouTube、同月26日にニコニコ動画に投稿
  - フル版 - 同年6月9日にYouTube、同月17日にニコニコ動画に投稿

## タイアップ
- 共闘ことばRPG コトダマン[23][24][25]
- ブレイブファンタジア[26]
- グルーヴコースター[27][28]